# Оутс, Реджинальд
Реджинальд Вернон Оутс (англ. Reginald Vernon Oates; родился в 1950 году, Балтимор, штат Мэриленд) — американский серийный убийца, совершивший в течение нескольких дней апреля 1968 года 4 убийства несовершеннолетних мальчиков на территории Балтимора (штат Мэриленд), исходя из особенностей психического расстройства.

## Биография
Реджинальд Оутс родился в 1950 году в Балтиморе, штат Мэриленд. Рос в семье с приемными родителями, которые вели законопослушный образ жизни. Семья Оутса проживала в городском районе, населённом в основном белыми американцами, вследствие чего семья подвергалась политике сегрегации, а детство и юность Реджинальд провел в социально-неблагополучной атмосфере, так как подвергался нападкам со стороны других детей, имевших белый цвет кожи. В 1965 году, будучи учеником 9-го класса, Оутс на основании показаний других учеников школы был обвинен в попытке вооруженного ограбления, после того как он по версии обвинения потребовал под угрозой оружия у другого ученика школы несколько центов для оплаты еды, в то время как сам Оутс это отрицал. Несмотря на то, что виновность Реджинальда Оутса подвергалась сомнению по причине расовых предрассудков, он был признан виновным и осужден, получив в качестве уголовного наказания два года лишения свободы, которые отбывал в учреждении для малолетних преступников. Приемные родители Оутса после осуждения сына заявили, что Реджинальд стал очередной жертвой расизма. Во время заключения Оутс подвергался физическим и сексуальным нападкам со стороны других заключенных, вследствие чего получил психологическую травму, которая сильно повлияла на его психоэмоциональное состояние. После освобождения Оутс вернулся к родителям, он бросил школу, нашел работу дворника, принял систему ценностей и постулатов христианства, став последователем этой религии, и стал демонстрировать признаки психического расстройства.

## Убийства
17 апреля 1968 года Реджинальд Оутс заманил 10-летнего Луиса Хилла на территорию парка Гвинс Фолз Ликин Парк, где совершил на него нападение, в ходе которого избил и изнасиловал его. После совершения насильственных действий Оутс перерезал горло Хиллу, после чего совершил с его трупом постмортальные манипуляции, в ходе которого отрезал ему голову и кисти рук. На следующий день, действуя по той же схеме, Оутс заманил на территорию парка 8-летнего Ларри Джефферсона, его 5-летнего брата Мэтью и 10-летнего Лестера Уотсона, после чего избил их и нанес им колото-резаные раны, от последствий которых они скончались. После совершения убийств, как и в случае с телом Хилла, Реджинальд Оутс совершил посмортальные манипуляции с трупами детей, в ходе которых вырезал у них внутренние органы и отрезал гениталии, которые унес с собой. На следующий день тела детей были обнаружены полицией. В тот же день Оутсу удалось заманить на территорию парка двух несовершеннолетних девочек, на которых он совершил попытку нападения, которая не увенчалась успехом. Оутс был задержан сотрудниками правоохранительных органов, которые во время задержания изъяли у него две сумки и ланчбокс, в которых находились орудия убийства и части тел убитых детей.

## Последующие события
После ареста Реджинальду Вернону Оутсу были предъявлены обвинения в совершении четырёх убийств, в совершении четырёх изнасилований, два обвинения в нападении с целью изнасилования и одно обвинение в грабеже с применением оружия. Сам Оутс не признал себя виновным, заявив о своей невменяемости. Ему была назначена судебно-психологическая экспертиза. В ноябре 1968 года психологическая экспертиза постановила, что Реджинальд Оутс не может предстать перед судом по состоянию здоровья, на основании чего ему было назначено принудительное лечение в психиатрической клинике «Clifton T. Perkins State Hospital».